# Regno di Loango
Il regno di Loango era uno stato africano dell'epoca precoloniale (dal XV secolo al XIX secolo) che occupava parte del territorio dell'odierna Repubblica del Congo.

Durante il XVII secolo, epoca della sua massima espansione, si estendeva da Mayombe a nord fino quasi all'estuario del fiume Congo. Gli abitanti parlavano un dialetto settentrionale della lingua κikongo parlata anche nel regno del Congo. 
L'origine del regno è oscura, la società antica più complessa della regione era situata a Madingo Kayes, nella quale si trovano tracce di insediamenti risalenti al I secolo. Gli sviluppi successivi sono poco chiari, il regno di Loango non è citato nelle narrazioni dei primi esploratori della regione e nemmeno è citato nei titoli di re Afonso I del Congo nel 1535, sebbene lo siano i regni di Kakongo e Ngoyo, con i quali il regno di Loango confinava a sud. 
I primi documenti che parlano di questo regno risalgono intorno al 1580, secondo la tradizione un tempo era sottoposto al regno del Congo e in seguito ne divenne alleato. Resoconti olandesi sulle tradizioni locali (risalenti al 1630) affermano che un tempo fosse parte del Kakongo, a sua volta parte del regno di Congo e ne divenne indipendente intorno al 1550.